# شريف سيزر
شريف سيزر (بالتركية: Şerif Sezer)‏ هي ممثلة تركية، ولدت في 1943 بمودانيا في تركيا.

## أعمال

### أفلام
- (1982) الطريق
- (2004) كل شيء حول مصطفى
- (2005) أبي وابني[2]

### مسلسلات
- طائر الرفراف
- (2004) إكليل الورد

## وصلات خارجية
- شريف سيزر على موقع IMDb (الإنجليزية)
- شريف سيزر على موقع ألو سيني (الفرنسية)
- شريف سيزر على موقع أول موفي (الإنجليزية)
- شريف سيزر على موقع قاعدة بيانات الأفلام السويدية (السويدية)
- شريف سيزر على موقع قاعدة بيانات الفيلم (الإنجليزية)
- شريف سيزر على موقع كينوبويسك (الروسية)